# Lauret (Landes)
Lauret település Franciaországban, Landes megyében. Lakosainak száma 78 fő (2022. január 1.). Lauret Miramont-Sensacq, Pimbo, Boueilh-Boueilho-Lasque, Garlin és Poursiugues-Boucoue községekkel határos.

## Népesség
A település népességének változása:
| Lakosok száma | 98   | 79   | 71   | 78   | 89   | 89   | 85   | 83   | 82   | 78   |
|               | 1968 | 1982 | 1990 | 2006 | 2013 | 2015 | 2017 | 2019 | 2020 | 2022 |